# Gianluca Susta
Gianluca Susta (Biella, 10 aprile 1956) è un politico e avvocato italiano Già sindaco di Biella, Presidente del Consiglio provinciale della Provincia di Biella, Vicepresidente della Giunta regionale del Piemonte e parlamentare europeo, è stato senatore nella XVII Legislatura per la lista Con Monti per l'Italia.

## Biografia

### Studi e inizi
Diplomato al Liceo Classico Giuseppe e Quintino Sella di Biella e laureato in giurisprudenza all'Università di Torino, diventa avvocato abilitato al patrocinio avanti alle giurisdizioni superiori.

### Amministratore locale e regionale
Ha mosso i primi passi in politica nella Democrazia Cristiana (DC), per la quale è stato segretario regionale del suo movimento giovanile del Piemonte, prosegue poi nel Partito Popolare Italiano, dopo lo scioglimento della DC, di cui diviene consigliere nazionale.
A Biella è stato consigliere comunale dal 1974 al 1975, assessore comunale dal 1979 al 1992 e sindaco dal 1992 al 2004 alla guida di una coalizione di centrosinistra. Nel frattempo è stato anche Vicepresidente dell'Associazione Nazionale Comuni Italiani dal 1999 al 2002. 
Alle elezioni europee del 1994 è stato candidato nelle liste del PPI nella circoscrizione Italia nord-occidentale: ottiene 15.906 preferenze, ma non è eletto. 
Tra i fondatori di Democrazia è Libertà - La Margherita, nel 2001 viene nominato presidente dell'Assemblea costituente del partito, per la quale diviene membro della Direzione nazionale, responsabile nazionale degli enti locali e segretario regionale del Piemonte.
Alle elezioni amministrative del 2004 è stato eletto nelle liste della Margherita consigliere della Provincia di Biella nel collegio di Biella I, rimanendo in carica fino al 2007; dal 2004 al 2005 è stato Presidente del Consiglio provinciale. Dal 2004 al 2009 è stato anche consigliere comunale di Soprana. Nella giunta di Mercedes Bresso è stato vicepresidente della Giunta regionale del Piemonte dal 2005 al 2006.

### Parlamentare europeo
Alle elezioni europee del 2004 viene candidato al Parlamento europeo all'interno della lista "Uniti nell'Ulivo" nella circoscrizione Italia nord-occidentale in quota Margherita, ottenendo 32.496 preferenze, ma non viene eletto. Nel maggio 2006 diventa eurodeputato, subentrando ad Enrico Letta che nel frattempo era stato nominato Sottosegretario alla Presidenza del Consiglio con le funzioni di Segretario del Consiglio nel governo Prodi II, e si iscrive al gruppo dell'ALDE.
Si ricandida alle elezioni europee del 2009 nella lista del Partito Democratico, nel quale era confluita la Margherita nel 2007, viene eletto con 46.698 preferenze nella circoscrizione Italia nord-occidentale e si iscrive all'Alleanza Progressista dei Socialisti e dei Democratici, di cui diventa vicepresidente. È membro della Commissione per il commercio internazionale e della Delegazione alla commissione di cooperazione parlamentare UE-Russia.
Nel 2010 ha firmato il manifesto del Gruppo Spinelli per un'Europa federale.
Nel 2011 annuncia di non voler rinnovare l'adesione al PD, e si avvicina all'associazione politica Verso Nord fondata da Massimo Cacciari, ma rimane nell'Alleanza Progressista dei Socialisti e dei Democratici come indipendente.

### Elezione a senatore

#### Capogruppo di SC
In vista delle elezioni politiche del 2013, aderendo alla coalizione Con Monti per l'Italia, si candida al Senato della Repubblica nella circoscrizione Piemonte, nella quale viene eletto senatore della XVII Legislatura.
Dal 19 marzo 2013 al 7 maggio 2013 è vicepresidente vicario del gruppo parlamentare Scelta Civica per l'Italia al Senato e l'8 maggio ne diventa presidente al posto di Mario Mauro, che nel frattempo è stato nominato Ministro della difesa del Governo Letta.
A seguito dei dissidi creatisi all'interno del gruppo Scelta Civica per l'Italia del Senato tra montiani, tra i quali Susta stesso, e i popolari, in maggioranza nel gruppo, si dimette da capogruppo ed il 6 novembre viene sostituito dal popolare Lucio Romano. Il 10 dicembre 2013, insieme agli altri sei senatori montiani e a Monti stesso, lascia il gruppo Per l'Italia (già Scelta Civica per l'Italia) per aderire al nuovo gruppo parlamentare Scelta Civica con Monti per l'Italia, del quale diventa presidente.
Viene candidato alle Elezioni europee del 2014 come capolista di Scelta Europea nella Circoscrizione Italia nord-occidentale (che raccoglie i 19 collegi elettorali della Liguria, della Lombardia, del Piemonte e della Valle d'Aosta): ottiene 3010 preferenze, ma lo 0,7% di Scelta Europea non ne permette l'elezione.

#### Ritorno al PD
A febbraio del 2015 Susta, insieme a tutto il gruppo SC al Senato (Stefania Giannini, Alessandro Maran, Pietro Ichino e Linda Lanzillotta) ad eccezione di Benedetto Della Vedova e il senatore a vita, ex-premier e fondatore Mario Monti, oltre a due deputati (Irene Tinagli e Ilaria Borletti Buitoni), abbandona il partito e annuncia il passaggio al gruppo parlamentare del Partito Democratico, considerando concluso il progetto di Monti. Per 4 Senatori (Susta, Maran, Ichino e Lanzilotta) e un deputato (Tinagli) l'approdo nel PD è un ritorno a casa, in quanto erano precedentemente iscritti al partito che avevano lasciato per divergenze sulla linea politica e ideologica.
Nel febbraio 2015, Giuliano Soria, patron del Premio Grinzane Cavour, dichiara in un processo di aver pagato, con i soldi del premio, viaggi all'on. Susta.
Il senatore Susta ha immediatamente rigettato le accuse con un post sulla sua pagina Facebook nel quale ha precisato di aver rappresentato la Regione Piemonte, come Vicepresidente, nel primo anno della Giunta Bresso, all'edizione del "Grinzane Mosca" del 2005 e all'edizione del 2006 del Grinzane Hermitage. "I momenti salienti di questi due incontri - ha precisato - sono stati le cerimonie all'Ambasciata d'Italia a Mosca, al Consolato Generale di San Pietroburgo e al Museo Hermitage, allo scopo di premere sulle autorità russe per l'apertura a Torino di una sezione dell'Hermitage. Questi sono stati gli unici viaggi, sempre di carattere istituzionale, relativi al Premio Grinzane, di cui, tra l'altro, uno a carico dell'Amministrazione regionale" ha sottolineato il senatore del Partito Democratico.

### Fuori dal parlamento
Nel 2019 è tra i promotori piemontesi di Azione, partito fondato dall'ex ministri dello sviluppo economico Carlo Calenda. L'8 febbraio 2022 diviene segretario regionale in Piemonte del partito.